# Holmfrid Storvik
Erik Holmfrid "Storvikarn" Storvik, tidigare Eriksson, född 4 juni 1901 i Torsåkers församling, Gävleborgs län, död 11 maj 1977 i Uppsala-Näs församling, var en svensk tävlingscyklist. 
Storvik, som representerade Storviks IF, IF Thor och SK Fyrishof, vann Hermesloppet 1925 och blev samma år trea i Sexdagarsloppet. Vidare vann han svenska mästerskapet i lag 100 km 1925 och i Mälaren runt 1925 och 1926. Han var styrelseledamot i SK Fyrishof 1928–1936 och ordförande 1932–1936. Han var verksam som köpman i Uppsala.